# الحزب الشيوعي في بوهيميا ومورافيا
الحزب الشيوعي في بوهيميا ومورافيا هو حزب شيوعي تشيكي تأسس عام 31 مارس 1990، وهو عضو في تحالف اليسار المتحد الأوروبي-اليسار الأخضر النوردي في البرلمان الأوروبي.